# Lackskor

Lackpumps från 1900-talet början.

Lackskor är en typ av läderskor där en tunn, genomskinlig, plastyta har lagts på lädret. Detta ger lädret en mycket glansig yta. Metoden uppfanns av Seth Boyden år 1818, men då användes inte plast utan linolja för att ge den glansiga ytan. För herrar används vanligtvis lackskor till frack och smoking.